# Римська мечеть
Соборна Римська мечеть (італ. Moschea di Roma) розташована в місті Рим в Італії, в кварталі Паріолі. Вміщує до 12 000 вірян і на момент відкриття вважалася найбільшою в континентальній західній Європі.
Архітекторами мечеті були Паоло Портогези Paolo Portoghesi ), який працював над проектом у 1984-1995, а також Вітторіо Джільотті (італ. Vittorio Gigliotti) і Самі Мусаві (Sami Mousawi).
Відкрита 21 червня 1995. Вартість будівництва склала близько ста мільярдів лір, переважно фінансувалося Саудівською Аравією, яка продовжує покривати і значну частину операційних витрат. Відповідальність за мечеть несе Ісламський культурний центр Італії (ICCI), заснований в 1966, і рада директорів якого складається з представників різних сунітських мусульманських країн.
При мечеті є бібліотека, в якій зберігаються понад 10 000 книг арабською мовою.